# Giampaolo Marinoni
Gian Paolo Marinoni (Rovetta, 6 febbraio 1955 – Dakar, 24 gennaio 1986) è stato un pilota motociclistico e poliziotto italiano.

## Biografia
Oltre a gareggiare nelle competizioni motociclistiche di enduro, Marinoni era membro della Polizia stradale di Milano.

## Carriera
La sua passione per l'enduro lo porta a partecipare dalla fine degli anni '70 alle prime competizioni con la Fantic Motor nel team dei fratelli Polini.
Divenne Campione Italiano di enduro nella classe 125 con la Cagiva nel 1981.
Tra le vittorie nella sua carriera, una delle più prestigiose fu quella nel Rally dell'Atlas del 1984.
Nel 1985 prese parte alla sua prima Parigi-Dakar, ritirandosi a seguito di una caduta.

### La morte
L'anno seguente partecipò nuovamente alla Dakar, sempre in sella ad una Cagiva, vincendo due tappe (la decima Dirkou-Agadem e la quattordicesima Bamako-Labé). A circa 40 km dall'arrivo dell'ultima tappa, la Sali Portudal-Dakar, cadde rovinosamente in un percorso quasi del tutto sabbioso, riuscendo però a ripartire e terminando la corsa in tredicesima posizione della classifica generale. La sera stessa fu ricoverato in ospedale a causa di un malessere, la cui causa fu individuata prima nelle fratture e solo in seguito nei danni riportati al fegato in seguito alla caduta. Operato sul posto, morì due giorni dopo il ricovero. La morte suscitò polemiche e sdegno tra i suoi colleghi per le precarie condizioni della struttura ospedaliera di Dakar.

## Riconoscimenti
Marinoni viene citato nella canzone Falco Saoldel, in cui il Bepi, cantautore bergamasco, lo ricorda nella canzone dedicata a Paolo Savoldelli, il ciclista con il quale condividevano il luogo d'origine.

Il centro sportivo del comune di Rovetta è a lui intitolato.